# Sturla Brandth Grøvlen
Sturla Brandth Grøvlen (* 11. März 1980 in Trondheim, Norwegen) ist ein norwegischer Kameramann.

## Leben
Sturla Grøvlen studierte von 2000 bis 2001 Filmgeschichte und -theorie an der Hochschule Lillehammer und besuchte anschließend von 2001 bis 2002 das European Film College in Ebeltoft, Dänemark. Von 2003 bis 2006 widmete er sich dem Studium der Fotografie an der Kunst- und Designhochschule Bergen und erhielt seinen Abschluss als Bachelor of Fine Arts. In den darauffolgenden Jahren von 2007 bis 2011 absolvierte Grøvlen schließlich ein Filmstudium an der Filmhochschule Kopenhagen.
Grøvlen führte die Kamera in dem Drama Um jeden Preis von Anders Morgenthaler mit Kim Basinger und Sebastian Schipper in den Hauptrollen. Schipper engagierte Grøvlen anschließend als Kameramann für seinen Film Victoria, der in nur einer Kameraeinstellung von 140 Minuten Länge gedreht wurde. Im Rahmen des Wettbewerbs der 65. Berlinale erhielt Grøvlen dafür den Silbernen Bären für eine herausragende künstlerische Leistung.
Der Künstler lebt und arbeitet in Kopenhagen. Neben seiner Muttersprache spricht er fließend Dänisch und Englisch.
Im Jahr 2022 wurde er in die Academy of Motion Picture Arts and Sciences (AMPAS) berufen, die alljährlich die Oscars vergibt.

## Filmografie (Auswahl)
- 2009: Tales in Numbers – Regie: Anita Hopland (Dokumentarfilm)
- 2009: Skabeloner – Regie: Nadim Carlsen & Sturla B. Grøvlen (Kurzfilm)
- 2009: Lille Drage – Regie: Asger Kallesøe
- 2010: Stefan – Regie: Andreas Thaulow (Kurzfilm)
- 2010: In darkness there is light – Regie: Ali Abassi (Kurzfilm)
- 2011: Deleted scene... – Regie: David B Earle (Kurzfilm)
- 2011: M for Markus – Regie: Ali Abassi (Kurzfilm)
- 2011: Underneath the Dark – Regie: Anita Hopland (Dokumentarfilm)
- 2011: Before the storm – Regie: Andreas Thaulow (Kurzfilm)
- 2012: Turbo – Regie: Andreas Thaulow (Kurzfilm)
- 2012: Ártún – Regie: Gudmundur Gudmundsson (Kurzfilm)
- 2012: My Tokyo Fairytale – Regie: Marie Limkilde (Dokumentarfilm)
- 2012: A Touch of Magic – Regie: Tobias Boesen (Kurzfilm)
- 2013: A Dolls House – Regie: Tobias G. Boesen (Kurzfilm)
- 2014: Um jeden Preis (I Am Here) – Regie: Anders Morgenthaler
- 2015: Victoria – Regie: Sebastian Schipper
- 2015: Sture Böcke (Hrútar)
- 2015: Kunstnerens Lærling (TV-Reihe)
- 2016: Herzstein (Hjartasteinn)
- 2017: The Discovery
- 2020: Shirley
- 2020: Last and First Men – Die letzten und die ersten Menschen (Last and First Men)
- 2020: Der Rausch (Druk)
- 2021: The Innocents (De uskyldige)
- 2022: Beautiful Beings (Berdreymi)
- 2022: War Sailor (Krigsseileren)
- 2024: The Summer Book

## Musikvideos (Auswahl)
- 2011: A Dark God Heart – Regie: Marie Limkilde
- 2011: Red Swan – Regie: Milad Alami
- 2011: Sensation – Regie: Tor Fruergaard
- 2011: Farlig – Regie: Heine Kaarsberg
- 2012: Dance – Regie: Lærke Herthoni
- 2013: On the Ropes – Regie: Marie Limkilde
- 2013: Are we Lovers – Regie: Christian Eaglecastle

## Auszeichnungen
American Society of Cinematographers Award
- 2023: Nominierung für die Beste Kameraarbeit – Spotlight (War Sailor)[3]

Deutscher Filmpreis
- 2015: Auszeichnung für die Beste Kamera (Victoria)

Internationale Filmfestspiele Berlin
- 2015: Auszeichnung mit dem Silbernen Bären für eine Herausragende künstlerische Leistung (Victoria)

London Critics’ Circle Film Award
- 2017: Auszeichnung mit dem ALFS Award für die Beste technische Leistung (Victoria)

Marburger Kamerapreis 2024